# هنري ك. تايلور
هنري ك. تايلور (بالإنجليزية: Henry C. Taylor)‏ هو سياسي أمريكي، ولد في 1814، وتوفي في 30 مارس 1889 في الولايات المتحدة.